# Костянтин Гамсахурдія
Костянтин Симонович Гамсахурдіа, або Гамсахурдія (груз. კონსტანტინე გამსახურდია; нар. 3 (15) травня 1891, Абаша, Кутаїська губернія — пом. 17 липня 1975, Тбілісі) — грузинський письменник, філолог, історик-літературознавець. Академік Академії наук Грузії (1944). Один з найзначніших грузинських прозаїків XX століття.

## Життєпис
Здобувши освіту в Німеччині, застосував досягнення західноєвропейської стилістики і філософії до грузинської національної тематики, створивши на цій основі найкращі свої твори — романи «Десниця великого майстра» (1939–1956) і «Давид Будівельник» (1946–1958). Зазнавши на початку життєвого шляху репресії з боку більшовицького режиму, надалі письменник обрав тактику невтручання і мовчазного осуду радянської дійсності, які явно проглядаються в соціально-філософському настрої його творів.

## Родина
Син — Гамсахурдіа Звіад Костянтинович, громадський, політичний і державний діяч, письменник, дисидент, доктор філологічних наук; голова Верховної Ради Грузинської РСР (1990—1991) і перший Президент Грузії (1991—1992).

## Переклади українською
- Костянтин Гамсахурдіа. Викрадений місяць. «Радянська література», 1936, № 4-7;
- Костянтин Гамсахурдіа. Безсмертя. Збірка новел, пер. з грузинської Олександра Мушкудіані (1968)
- Костянтин Гамсахурдіа. Правиця великого майстра. К., 1971
- Костянтин Гамсахурдіа. Новели, пер. з грузинської Олександра Мушкудіані (2013).